# Enric IV de Rappolstein

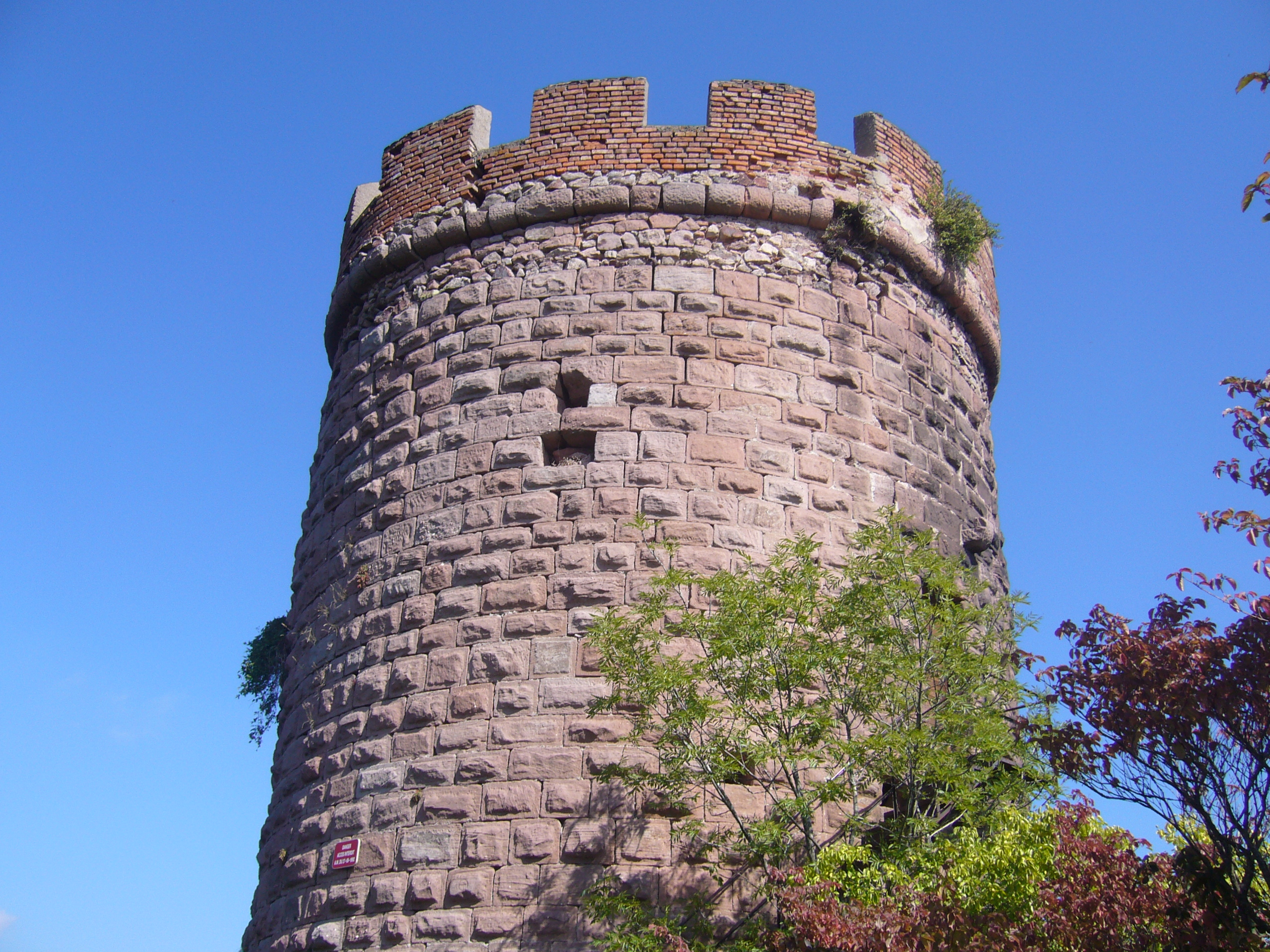
Donjon circular de l'Alt-Rappolstein

Enric IV de Rappolstein dit el Jove fou senyor de part de Rappolstein. Era germà d'Anselm II de Rappolstein i va disputar amb aquest l'herència paterna; el seu germà Anselm el va expulsar de Rappolstein, el que el va empènyer a col·locar-se del costat de l'emperador Adolf de Nassau i de prestar-li ajuda per reprendre la ciutat de Colmar, del la qual el seu germà Anselm gran era un dels defensors (1293). Va rebre així de l'emperador una part de les terres confiscades al seu germà amb centre al castell d'Alt-Rappolstein (Hohen-Rappoltstein). El seu nebot Enrric, fill d'Anselm, en va rebre una altra part (i l'emperador se'n va quedar una tercera).
Enric II va fundar el 1297, el convent dels Augustins de Ribeauvillé al qual va sotmetre el pelegrinatge de Dusenbach. El 1303, els senyors Otó i Walther de Girsberg, a la Vall de Saint-Grégoire, li van lliurar el seu castell, amb la condició de rebre en canvi el castell de Stein (de la Roca) que va prendre llavors el nom de Girsberg. Aquests senyors es van barallar poc després amb el senyor de Rappolstein. Tanmateix, els germans Joan i Otó de Girsberg van fer la pau amb ell el 1306.
Enric va prendre la ciutat de Bergheim a Burcard de Geroldseck que l'havia rebut en penyora de l'emperador Albert el 1301, la va envoltar de fortificacions i la va oferir llavors a l'emperador Enric VII que li va retornar en feu el 1312. Però des de l'any següent, ell i el seu fill Joan, la van vendre a la casa d'Àustria.
Va morir el 1313. De la seva dona Susana, filla de Burchard de Hohen-Geroldseck, va tenir diversos fills que van continuar la descendència.